# Lunderskov
Lunderskov är en tätort i Koldings kommun i Region Syddanmark i Danmark. Tätorten har 2 994 invånare (2024). Den ligger på Jylland, cirka 11 kilometer väster om Kolding. Lunderskov är ett stationssamhälle och var centralort i Lunderskovs kommun fram till kommunreformen 2007.
Lunderskov är knutpunkt för Lunderskov–Esbjergbanen vidare mot Fredericia och Østjyske længdebane. Samhället var tidigare känt för handel med foreller och mejeriprodukter.